# Огненная Земля (фильм, 2000)
О́гненная Земля́ (исп. Tierra del Fuego) — чилийский драматический фильм 2000 года, режиссёра Мигеля Литтина. Основан на одноимённой повести Франсиско Колоане. Премьера фильма прошла на Каннском кинофестивале 2000 в программе «Особый взгляд».

## Сюжет
Действие фильма происходит в конце XIX века, румынский инженер Джулиус Поппер претендует на колонизацию архипелага Огненная Земля от имени румынской королевы Елизаветы Нойвидской. Целью Поппера найти золото. Его сопровождает проститутка Армения, итальянский искатель приключений Шеффер, его последователь немец Новак и Сильвейра, игрок на галицийской волынке.

## В ролях
| Актёр            | Роль                |
| ---------------- | ------------------- |
| Хорхе Перуггория | Джулиус Поппер      |
| Орнелла Мути     | проститутка Армения |
| Тамара Акоста    | Меннар              |